# Nieszkowice Wielkie

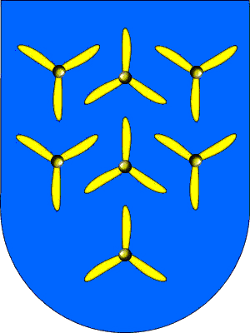
Nieoficjalny herb wsi Nieszkowice Wielkie

Nieszkowice Wielkie (dawniej Mniszkowice) – wieś w Polsce, położona w województwie małopolskim, w powiecie bocheńskim, w gminie Bochnia, na Pogórzu Wiśnickim, w dolinie potoku Polanka.
| SIMC    | Nazwa     | Rodzaj    |
| ------- | --------- | --------- |
| 0812695 | Brzeziny  | część wsi |
| 0812703 | Dębina    | część wsi |
| 0812710 | Dworzysko | część wsi |
| 0812726 | Fiałkówka | część wsi |
| 0812732 | Kotły     | część wsi |
| 0812749 | Rabówka   | część wsi |

W latach 1975–1998 wieś administracyjnie należała do województwa tarnowskiego.
Wieś opactwa benedyktynów tynieckich w powiecie szczyrzyckim województwa krakowskiego w końcu XVI wieku.
W nocy z 14 na 15 sierpnia 1944 na polach w Nieszkowicach rozbił się, zestrzelony przez Niemców, samolot Liberator wraz z siedmioosobową polską załogą (pierwszy pilot kpt Zbigniew Szostak), która poległa. Samolot wracał do bazy w Brindisi we Włoszech po dokonaniu zrzutów nad powstańczą Warszawą. W 2004 roku Zespołowi Szkół Gminnych w Nieszkowicach Wielkich nadano imię Lotników Polskich dla uczczenia pamięci poległych.
W miejscu katastrofy samolotu znajduje się pomnik, przy którym w każdą rocznicę odbywają się uroczystości upamiętniające to wydarzenie.